# Aspitates inombrata
Aspitates inombrata är en fjärilsart som beskrevs av Krulikovski 1928. Aspitates inombrata ingår i släktet Aspitates och familjen mätare. Inga underarter finns listade i Catalogue of Life.